# 東京朝鮮第六初級学校

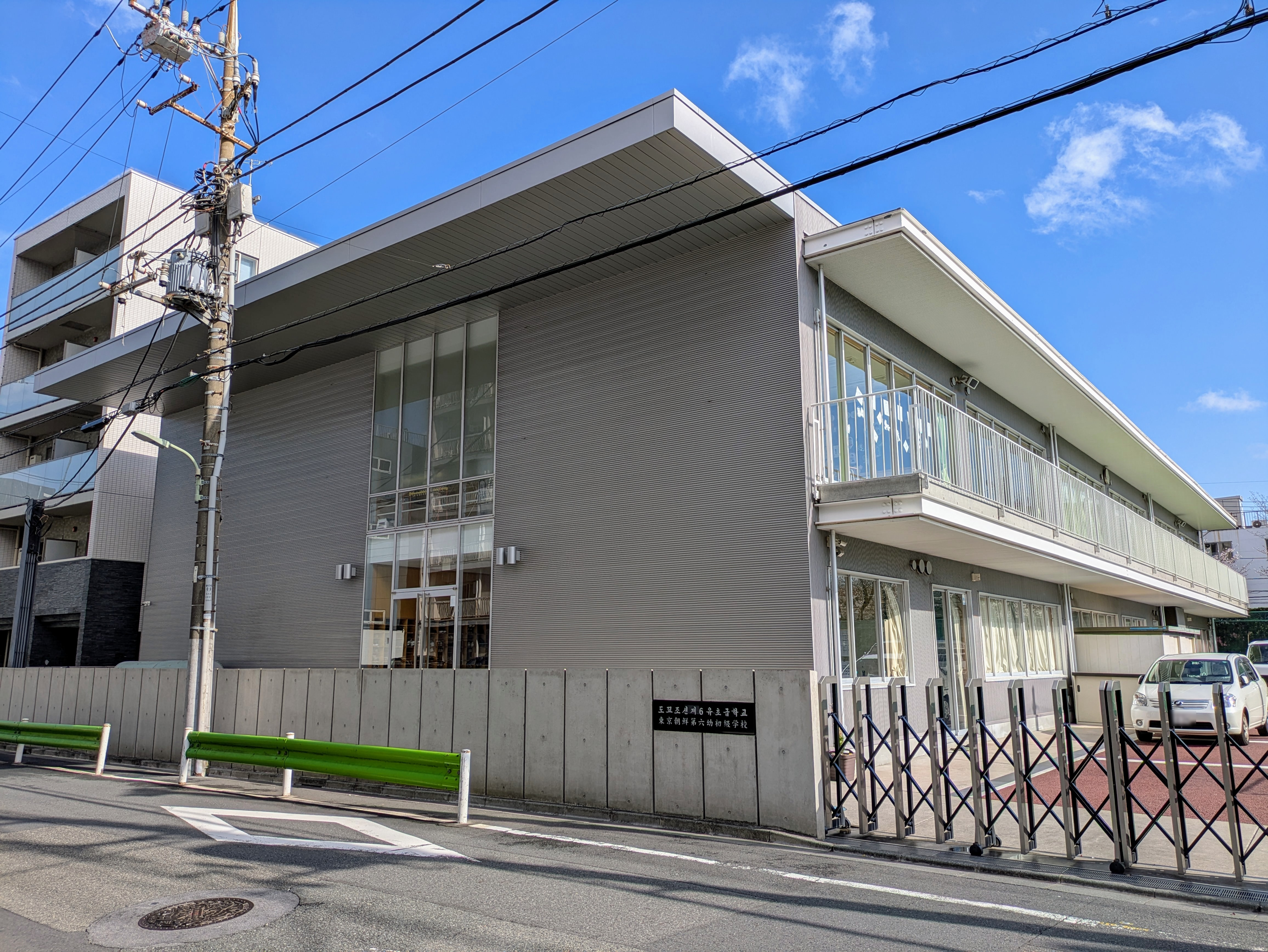
校舎（2025年）

東京朝鮮第六初級学校（とうきょうちょうせんだいろくしょきゅうがっこう、도꾜조선제6초급학교）は、学校法人東京朝鮮学園が東京都大田区千鳥で運営する朝鮮学校である。
日本の小学校に相当する教育を行っている各種学校（非一条校）である。

## 沿革
- 1945年
  - 9月5日 - 沼部に『聖林学院』を設立して「国語講習」を開始。
  - 10月10日 - （学校創立記念日）東調布第一小学校にて国語講習を開始。
- 1947年9月26日 - 終戦後に設立された大森・池上・馬込の各『朝鮮人学院』を統合して『東京朝連第六小学校』を設立。
- 1948年4月 - 蒲田朝鮮人学院も統合。生徒数297名、教員数11名。
- 1949年
  - 9月11日 - 東調布高等女学校跡地（現在地）を買収。
  - 12月10日 - 朝鮮学校閉鎖令により『東京都立朝鮮人第六小学校』に移行。
- 1955年3月 - 再び私立に移管し『東京朝鮮第六初級学校』に移行。
- 1960年4月 - 中級部を併設。
- 1974年4月 - 幼稚園を併設。
- 1980年 - 大田区からの教育助成金の支給が始まる。
- 1993年4月 - 品川区の東京朝鮮第七初級学校を統合。中級部を廃止。
- 2015年4月29日 - 現校舎が竣工。

## 学科
- 初級部（日本の小学校教育に相当する）
- 幼稚班（幼稚園に相当する。2歳・年少・年中・年長の4年制）

## 出身者
- 徳山昌守（洪昌守）：元WBC世界スーパー・フライ級チャンピオン

## 所在地
- 〒146-0083 東京都大田区千鳥2-3-15

座標: 北緯35度34分17.6秒 東経139度41分37.7秒 / 北緯35.571556度 東経139.693806度